# Рогачі (Індурська сільська рада)
Рогачі (біл. Рагачы) — село в складі Гродненського району Гродненської області, Білорусь. Село підпорядковане Індурській сільській раді, розташоване у західній частині області.